# Comuna de Golina
Golina (polaco: Gmina Golina) é uma gminy (comuna) na Polónia, na voivodia de Grande Polónia e no condado de Koniński. A sede do condado é a cidade de Golina.
De acordo com os censos de 2004, a comuna tem 11 299 habitantes, com uma densidade 114,1 hab/km².

## Área
Estende-se por uma área de 99,05 km², incluindo:
- área agricola: 83%
- área florestal: 7%

## Demografia
Dados de 30 de Junho 2004:
|                      | Total   | Total | Mulheres | Mulheres | Homens  | Homens |
| -------------------- | ------- | ----- | -------- | -------- | ------- | ------ |
|                      | pessoas | %     | pessoas  | %        | pessoas | %      |
| População            | 11 299  | 100   | 5675     | 50,2     | 5624    | 49,8   |
| Densidade (pop./km²) | 114,1   | 100   | 57,3     | 57,3     | 56,8    | 56,8   |

De acordo com dados de 2002, o rendimento médio per capita ascendia a 1232,43 zł.

## Subdivisões
- Adamów, Barbarka, Bobrowo, Brzeźniak, Chrusty, Głodowo, Golina-Kolonia, Kawnice, Kraśnica, Kolno, Lubiecz, Myślibórz, Przyjma, Radolina, Rosocha, Spławie, Sługocinek, Węglew.

## Comunas vizinhas
- Kazimierz Biskupi, Konin, Lądek, Rzgów, Słupca, Stare Miasto